# Vela als Jocs Olímpics d'Estiu de 1928 - 6 metres

6 metres

Els 6 metres va ser una de les tres proves de vela que es van disputar al camp de regates de Zuiderzee durant els Jocs Olímpics d'Estiu d'Amsterdam de 1928. Hi van prendre part 61 navegants en representació de 13 països diferents. Es disputà entre el 2 i el 9 d'agost de 1928.

## Medallistes
| Or                                                                      | Plata                                                                                  | Bronze |
| Noruega · NornaOlav de Noruega · Johan Anker · Erik Anker · Håkon Bryhn | Dinamarca · Hi-HiVilhelm Vett · Nils Otto Møller · Aage Høy-Petersen · Peter Schlütter | Estònia · Tutti VNikolai Vekšin · William von Wirén · Eberhard Vogdt · Georg Faehlmann · Andreas Faehlmann |

## Taula de regates
| ● | Eliminatòries | ● | Finals |

| 6 metres            | ● | ● | ● | ● | Dia de descans | ● | ● | ● |
| Total medalles d'or |   |   |   |   |                |   |   | 1 |

## Participants
| País          | Embarcació     | Tripulació                                                                                     |
| ------------- | -------------- | ---------------------------------------------------------------------------------------------- |
| Alemanya      | Pan            | Anton Huber, Carl Wentzel, Ernst Laeisz, Hans Paschen, Oswald Thomsen                          |
| Bèlgica       | Ubu            | Arthur Sneyers, Frits Mulder, Ludovic Franck, Willy Van Rompaey, A. J. J. Fridt                |
| Dinamarca     | Hi-Hi          | Aage Høy-Petersen, Vilhelm Vett, Nils Otto Møller, Peter Schlütter                             |
| Espanya       | Fruits         | Álvaro de Arana, Javier de Arana, José María de Arteche, Luis de Arana, Pedro José de Galíndez |
| Estats Units  | Frieda         | Conway Olmstead, Frederick Morris, Herman Whiton, Jim Thompson, Willets Outerbridge            |
| Estònia       | Tutti V        | Andreas Faehlmann, Eberhard Vogdt, Georg Faehlmann, Nikolai Vekšin, William von Wirén          |
| França        | Cupidon Viking | Édouard Moussié, Henri Allard, Jean Pierre Rouanet, Philippe de Rothschild, Robert Gufflet     |
| Hongria       | Hungaria       | János Mihálkovics, Miklós Tuss, Sándor Burger, Sándor Sebők, Tibor Heinrich von Omorovicza     |
| Itàlia        | Twins II       | Francesco Cameli, Giacomo Tarsis Di Brolo, Giovanni Reggio, Giuliano Oberti, Massimo Oberti    |
| Noruega       | Norna          | Erik Anker, Håkon Bryhn, Príncep Olav, Johan Anker                                             |
| Països Baixos | Kemphaan       | Carl Huisken, Hans Fokker, Hans Pluijgers, Roeffie Vermeulen, Wim Schouten                     |
| Portugal      | Camelia        | Frederico de Mendonça, António de Herédia, Carlos Eduardo Bleck, Ernesto Mendonça              |
| Suècia        | Ingegerd       | Georg Lindahl, Hakon Reuter, Harry Hanson, Yngve Lindqvist                                     |

En la primera fase de la competició les 13 tripulacions disputen quatre regates. A la segona fase hi podien participar les tripulacions que es van classificar com a mínim tercers en una de les quatre regates disputades. Aquests equips van competir en tres regates més. La classificació final era donada pel major nombre de primers llocs en les set regates disputades. En cas d'empat es tenien en compte les segones posicions, les terceres...

## Resultats

### Primera fase
| Regata 1 | Regata 1      | Regata 1 | Regata 2 | Regata 2      | Regata 2 | Regata 3 | Regata 3      | Regata 3 | Regata 4 | Regata 4      | Regata 4 |
| Pos.     | Nació         | Temps    | Pos.     | Nació         | Temps    | Pos.     | Nació         | Temps    | Pos.     | Nació         | Temps    |
| -------- | ------------- | -------- | -------- | ------------- | -------- | -------- | ------------- | -------- | -------- | ------------- | -------- |
| 1        | Noruega       | 3-00:20  | 1        | Noruega       | 1-53:17  | 1        | Països Baixos | 2-13:21  | 1        | Noruega       | 2-14:34  |
| 2        | Suècia        | 3-00:31  | 2        | Bèlgica       | 1-54:32  | 2        | Estònia       | 2-14:01  | 2        | Bèlgica       | 2-14:57  |
| 3        | Estats Units  | 3-00:40  | 3        | Dinamarca     | 1-55:26  | 3        | Bèlgica       | 2-14:01  | 3        | Estònia       | 2-15:13  |
| 4        | França        | 3-03:51  | 4        | Estats Units  | 1-55:34  | 4        | França        | 2-15:13  | 4        | Països Baixos | 2-15:35  |
| 5        | Alemanya      | 3-04:07  | 5        | Països Baixos | 1-55:58  | 5        | Suècia        | 2-15:44  | 5        | Estats Units  | 2-15:42  |
| 6        | Estònia       | 3-05:06  | 6        | Estònia       | 1-56:55  | 6        | Itàlia        | 2-16:16  | 6        | Dinamarca     | 2-16:43  |
| 7        | Itàlia        | 3-05:19  | 7        | Hongria       | 1-59:29  | 7        | Alemanya      | 2-22:22  | 7        | Suècia        | 2-16:59  |
| 8        | Països Baixos | 3-05:45  | 8        | Suècia        | 2-00:21  | 8        | Portugal      | 2-22:26  | 8        | Hongria       | 2-18:05  |
| 9        | Bèlgica       | 3-10:45  | 9        | França        | 2-01:31  | 12       | Hongria       | DNF      | 9        | Itàlia        | 2-19:33  |
| 10       | Hongria       | 3-11:49  | 10       | Espanya       | 2-01:51  | 12       | Noruega       | DNF      | 10       | Alemanya      | 2-19:58  |
| 11       | Dinamarca     | 3-14:38  | 11       | Alemanya      | 2-02:13  | 12       | Estats Units  | DNF      | 11       | França        | 2-20:16  |
| 12       | Espanya       | 3-15:55  | 12       | Portugal      | 2-02:28  | 12       | Dinamarca     | DQ       | 12       | Portugal      | 2-26:27  |
| 13       | Portugal      | 3-32:08  | 13       | Itàlia        | DNF      | 13       | Espanya       | DNS      | 13       | Espanya       | DNS      |

### Segona fase
| Regata 5 | Regata 5      | Regata 5 | Regata 6 | Regata 6      | Regata 6 | Regata 7 | Regata 7      | Regata 7 |
| Pos.     | Nació         | Temps    | Pos.     | Nació         | Temps    | Pos.     | Nació         | Temps    |
| -------- | ------------- | -------- | -------- | ------------- | -------- | -------- | ------------- | -------- |
| 1        | Estònia       | 2-14:27  | 1        | Dinamarca     | 2-23:40  | 1        | Dinamarca     | 2-03:18  |
| 2        | Noruega       | 2-15:47  | 2        | Noruega       | 2-23:45  | 2        | Estats Units  | 2-03:55  |
| 3        | Suècia        | 2-18:15  | 3        | Estònia       | 2-24:13  | 3        | Estònia       | 2-04:37  |
| 4        | Bèlgica       | 2-18:48  | 4        | Bèlgica       | 2-24:22  | 4        | Bèlgica       | 2-04:46  |
| 5        | Estats Units  | 2-19:09  | 5        | Estats Units  | 2-26:25  | 5        | Països Baixos | 2-06:42  |
| 6        | Dinamarca     | 2-21:14  | 6        | Suècia        | 2-27:15  | 6        | Suècia        | 2-09:17  |
| 7        | Països Baixos | 2-21:40  | 7        | Països Baixos | 2-27:53  | 7        | Noruega       | DNS      |

### Classificació final
| Pos. | País          | Embarcació     | Posició a les regates | Posició a les regates | Posició a les regates | Posició a les regates | Posició a les regates | Posició a les regates | Posició a les regates | Total posicions de mèrit    |
| Pos. | País          | Embarcació     | 1R                    | 2R                    | 3R                    | 4R                    | 5R                    | 6R                    | 7R                    | Total posicions de mèrit    |
| ---- | ------------- | -------------- | --------------------- | --------------------- | --------------------- | --------------------- | --------------------- | --------------------- | --------------------- | --------------------------- |
| 1    | Noruega       | Norna          | 1                     | 1                     | 12                    | 1                     | 2                     | 2                     | 7                     | 3 primers                   |
| 2    | Dinamarca     | Hi-Hi          | 11                    | 3                     | 12                    | 6                     | 6                     | 1                     | 1                     | 2 primers                   |
| 3    | Estònia       | Tutti V        | 6                     | 6                     | 2                     | 3                     | 1                     | 3                     | 3                     | 1 primer, 1 segon           |
| 4    | Països Baixos | Kemphaan       | 8                     | 5                     | 1                     | 4                     | 7                     | 7                     | 5                     | 1 primer, 1 quart           |
| 5    | Bèlgica       | Ubu            | 9                     | 2                     | 3                     | 2                     | 4                     | 4                     | 4                     | 2 segons                    |
| 6    | Estats Units  | Frieda         | 3                     | 4                     | 12                    | 5                     | 5                     | 5                     | 2                     | 1 segon, 1 tercer, 1 quart  |
| 7    | Suècia        | Ingegerd       | 2                     | 8                     | 5                     | 7                     | 3                     | 6                     | 6                     | 1 segon, 1 tercer, 1 cinquè |
| 8    | França        | Cupidon Viking | 4                     | 9                     | 4                     | 11                    | -                     | -                     | -                     | 2 quarts                    |
| 9    | Alemanya      | Pan            | 5                     | 11                    | 7                     | 10                    | -                     | -                     | -                     | 1 cinquè                    |
| 10   | Itàlia        | Twins II       | 7                     | 13                    | 6                     | 9                     | -                     | -                     | -                     | 1 sisè                      |
| 11   | Hongria       | Hungaria       | 10                    | 7                     | 12                    | 8                     | -                     | -                     | -                     | 1 setè                      |
| 12   | Portugal      | Camelia        | 13                    | 12                    | 8                     | 12                    | -                     | -                     | -                     | 1 vuitè                     |
| 13   | Espanya       | Fruits         | 12                    | 10                    | 13                    | 13                    | -                     | -                     | -                     | 1 desè                      |